# Lümanda
Lümanda (Duits: Lümmada) is een plaats in de Estische gemeente Saaremaa in de gelijknamige provincie. De plaats heeft de status van dorp (Estisch: küla) en telt 186 inwoners (2021).
Tot 13 december 2014 was Lümanda de hoofdplaats van een afzonderlijke gemeente Lümanda (Lümanda vald), die in 2013 767 inwoners telde en een oppervlakte had van 199,5 km². Na het samengaan van Lümanda, Kaarma en Kärla behoorde de plaats tot de fusiegemeente Lääne-Saare. Die ging op haar beurt in oktober 2017 op in de nieuwe fusiegemeente Saaremaa, die het hele eiland Saaremaa omvat.

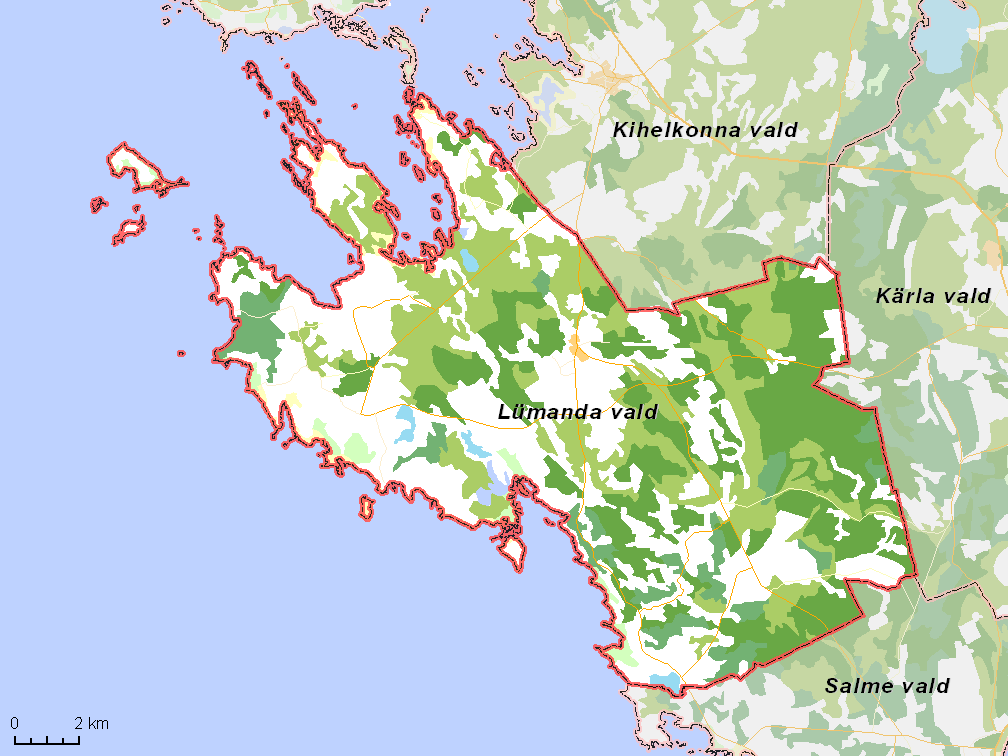
De voormalige landgemeente Lümanda, situatie begin 2014

## Faciliteiten
In Lümanda staat de orthodoxe Kerk van de Gedaanteverandering van Jezus, die toebehoort aan de Estische Apostolisch-Orthodoxe Kerk. De kerk dateert uit 1867. In de omgeving van de kerk ligt een kerkhof. Daarnaast heeft het dorp een basisschool, een cultureel centrum en een bibliotheek.

## Geschiedenis
Lümanda werd voor het eerst genoemd in 1522 als privébezitting van de prins-bisschop van Ösel-Wieck. In de 16e eeuw werd het land van de bisschop een landgoed. Er ontstond ook een nederzetting, die verschillende namen heeft gehad voordat in 1977 definitief werd gekozen voor Lümanda. Een aantal dorpen in de omgeving heeft voor kortere of langere tijd bij Lümanda gehoord. Nog in 2014 zijn de buurdorpen Kärdu, Liiva en Põlluküla bij Lümanda gevoegd.